# Trà sen

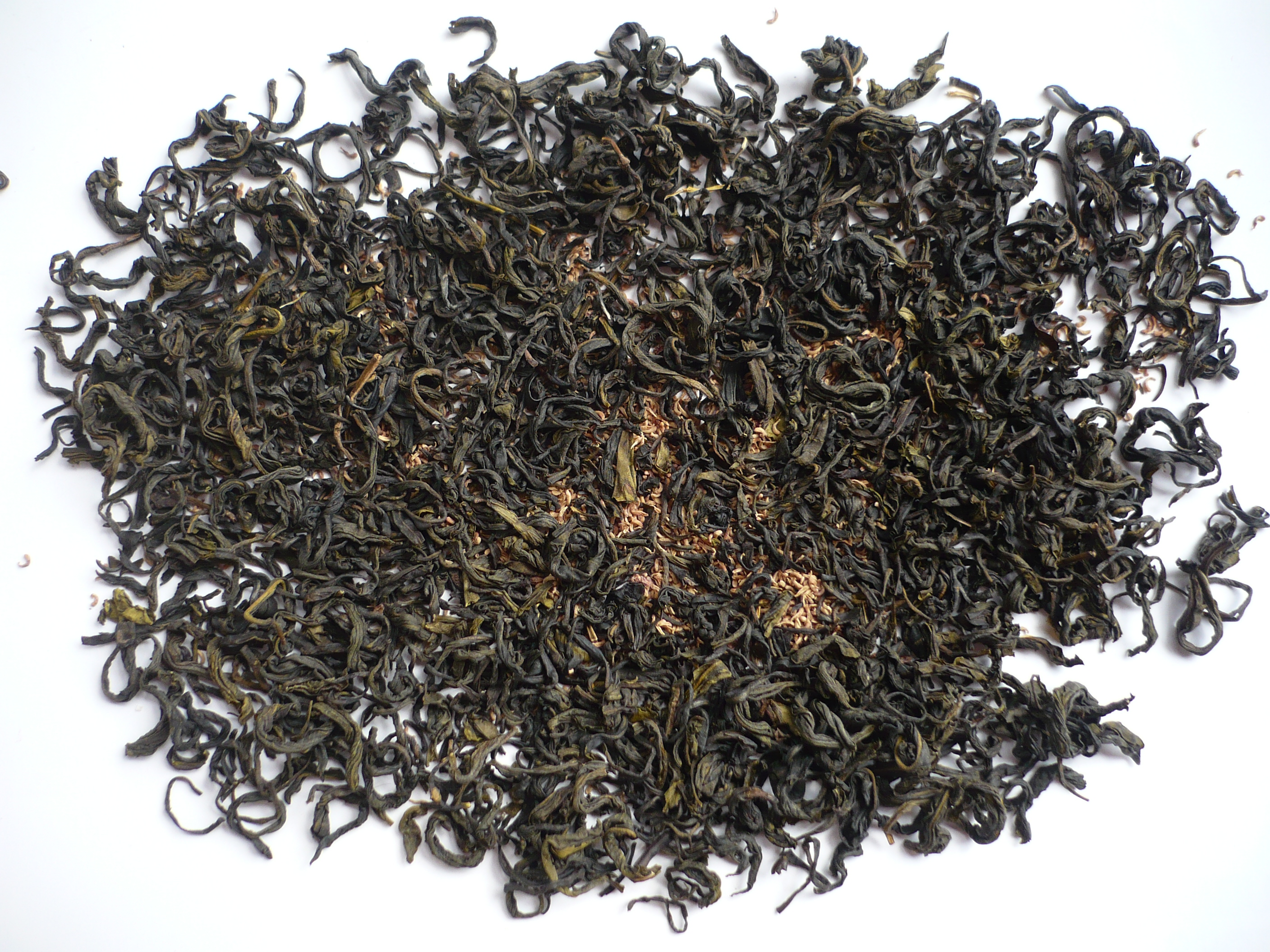
Trà sen

Trà sen hay chè sen là tên gọi chỉ loại trà ướp hương sen. Trà sen được coi là một loại trà đại diện của văn hóa trà Việt Nam, đóng góp vào nền văn hóa trà thế giới.
Trà sen trở thành một tinh thần đặc trưng của văn hóa trà Việt Nam, mang trong đó nhiều triết lý, lịch sự và lòng kính trọng.
Một nơi lý tưởng để thưởng thức trà sen cổ truyền là dưới mái hiên. Người uống trà ngồi xếp bằng trên sập gỗ. Cảnh quan nếu có thì trông ra hồ sen xanh ngát mênh mang gió. Người uống trà có thể ngắm cảnh, làm thơ, hàn huyên tâm sự hay trầm ngâm tự tại.

### Ướp sen
Muốn có trà ngon, chỉ hái những búp trà loại "một tôm hai lá" và phải hái nhanh, nhẹ nhàng, không để búp bị nhàu nát. Loại trà ngon là sau khi sao phải còn lại một lượng nước nhất định từ 5-7%. Trà hái xong không ướp hương ngay mà phải để trong chum đất, trên ủ lá chuối, ướp từ 20-30 ngày  nhằm làm giảm độ chát và để cánh trà phồng lên hút được nhiều hương. Một cân trà ướp hương sen cần có 1000-1400 bông sen, mà phải đúng loại sen ở đầm Đồng Trị, Thủy Sứ, làng Quảng Bá, Hồ Tây (sen ở đây có trăm cánh và hương thơm đặc biệt mà sen ở những nơi khác không có).
Sen được hái khi trời vừa mới ửng sáng, lúc còn e ấp hơi sương, tinh túy của đất trời còn đọng lại trong đài nhụy sen.. Bông sen còn đẫm sương được tách lấy phần hạt gạo rồi rải đều, cứ một lớp trà một lớp gạo sen. Sau cùng phủ một lớp giấy bản. Ướp như vậy liên tục 7-9 lần, mỗi lần ướp xong lại sấy khô rồi mới ướp tiếp. Công phu là thế nên một ấm trà sen có thể uống hàng chục tuần trà. Nước trong rồi, hương sen còn ngan ngát.

### Sen sớm
Có lẽ đây là cách ướp trà độc đáo có một không hai trên thế giới. Khi hoàng hôn dải nắng vàng lên mặt hồ sen, các thiếu nữ chèo thuyền ra chọn những bông sen đang còn hé nụ lén bỏ vào một dúm trà nhỏ. Sớm hôm sau khi ánh bình chưa chạm tới chúng thì các thiếu nữ lại chèo thuyền ra lấy lại những dúm trà đó. Trà rất thơm hương tự nhiên của đất trời trong suốt đêm dài. Cũng thế, nước pha trà được hứng từ những lá sen còn đọng sương sớm. Đây chính là thiên cổ đệ nhất trà.